# 광기의 역사 (영화)
"광기의 역사"(A History Of Insanity In The Age Of Reason)는 한국에서 제작된 강민석 감독의 2005년 영화이다. 안내상 등이 주연으로 출연하였다.

## 출연

### 주연
- 안내상
- 윤혜진
- 이봉규
- 홍석연

### 조연
- 노광효
- 문일완
- 김윤주

## 기타
- 조명: 정영삼
- 그립: 조용준
- 붐어시스턴트: 김정호
- 믹싱: 나준택